# Dendrophthora ramosa
Dendrophthora ramosa är en sandelträdsväxtart som beskrevs av Patschovsky. Dendrophthora ramosa ingår i släktet Dendrophthora och familjen sandelträdsväxter. Inga underarter finns listade i Catalogue of Life.